# Data.bnf.fr
data.bnf.fr es una base de datos semántica que contiene datos sobre las obras, autores y temas del catálogo de la Biblioteca Nacional de Francia. Este servicio es parte del proyecto Linked Open Data y ofrece acceso abierto a los datos, ya sea mediante negociación de contenido,  con una versión HTML para lectores humanos y versiones de paquetes de datos en varios formatos (RDF/XML, RDF/nt, RDF/n3) para programas de computadora, o realizando consultas en el conjunto de datos usando el lenguaje SPARQL. Fue puesta en funcionamiento en julio de 2011.